# لبخندت را همراه بیاور
لبخندت را همراه بیاور (انگلیسی: Bring Your Smile Along) فیلمی کمدی به کارگردانی بلیک ادواردز محصول سال ۱۹۵۵ کشور ایالات متحده آمریکا است.